# José Raúl Capablanca
José Raúl Capablanca y Graupera, kubanski šahist, * 19. november 1888, Havana, Kuba, † 8. marec 1942, New York, ZDA.
Capablanca, šahovski velemojster, svetovni šahovski prvak (od 1921 do 1927). Najbolj znan je bil po svojem bliskovitem in natančnem ocenjevanju šahovskih položajev in še danes velja za enega največjih šahovskih talentov ter strokovnjakov za šahovske končnice. Odlično se je znašel tudi v zapletenih taktičnih postavitvah.
Čudežni otrok Capablanca se je naučil igrati šah pri štirih letih, ko je opazoval šahovske partije svojega očeta. Star komaj 12 let je leta 1901 že premagal kubanskega državnega šahovskega prvaka Juana Corzo. Tudi kasneje se v svoji karieri na šahovske partije ni posebno pripravljal, uspešno se je zanašal na svoj naravni šahovski dar. Veljal je tudi za strastnega osvajalca ženskih src, kar slikovito ponazarja naslednja anekdota:

Milan Vidmar si je ogledoval šahovske partije v dvorani potem, ko je sam končal svojo pred ostalimi. Pri neki mizi je opazil italijanskega velemojstra, ki je sam sedel pred šahovnico, nasproti pa je stal samo stol, čez katerega je bil položen Capablancov plašč. Vidmar je pohitel v bližnji bar, kjer je našel Capablanco, ki je medtem osvajal neko dekle. »Gospod Capablanca, šahovska ura vam že 20 minut teče!« ga zaskrbljeno opomni Vidmar. »Ali je moj plašč še tam?«, ga vpraša Capablanca. »Da,« mu začudeno odvrne Vidmar. »No, to je povsem dovolj za mojega nasprotnika,« se mu nasmehne Capablanca in se zopet posveti svoji izbranki. Partijo je kasneje gladko dobil.
Aljehin je ob smrti Capablance zapisal: »Z njegovo smrtjo smo izgubili šahovskega genija, kakršnega ne bo nikdar več.«
V svoji celotni šahovski karieri je izgubil manj kot 50 partij. Med letoma 1916 in 1923 je odigral 63 partij, od katerih ni izgubil niti ene - nepremagan je ostal kar osem let.
Capablanca je napovedal, da bo šah v sedanji obliki v prihodnosti izumrl zaradi neprestanih remijev, zato je predlagal novo različico šaha, imenovano Capablancov šah. Pri njem se uporablja šahovnica velikosti 10 × 8 ali 10 × 10 polj in običajen nabor šestih šahovskih figur z dodatnima dvema različnima figurama, izmed katerih se ena premika kot trdnjava in skakač, druga pa kot lovec in skakač.
Capablanca je izgubil naslov svetovnega šahovskega prvaka v dvoboju z Aljehinom. Takrat je neuspešno poskušal izničiti dvoboj, ker so se v nekem delu začeli vrstiti remiji. Aljehin je izničenje dvoboja zavrnil in kasneje zmagal.
Nastopil je na 8. šahovski olimpijadi.